# Tawny Newsome
Tawny Newsome (Vacaville, 24 de fevereiro de 1983) é uma atriz, musicista, humorista e podcaster estadunidense mais conhecida por seus papéis na séries de televisão Bajillion Dollar Propertie$, Space Force e Star Trek: Lower Decks.

## Biografia
Newsome nasceu na cidade de Vacaville, no estado da Califórnia, crescendo em um rancho. Ela estudou na Escola de Teatro DePaul em Chicago, no Illinois, iniciando sua carreira de humorista no grupo de improvisação The Second City. Um de seus primeiros grandes papéis na televisão foi como Chelsea Leight-Leigh em Bajillion Dollar Propertie$ a partir de 2016.
Em 2018 ela se tornou coapresentadora do podcast Yo, Is This Racist? junto com Andrew Ti depois de ter feito uma participação espacial. Também é uma convidada frequente nos podcasts Comedy Bang! Bang! e Spontaneanation. Newsome também é uma musicista da banda Four Lost Souls, com o grupo tendo lançado seu primeiro álbum em 2017.
Newsome a partir de 2020 fez parte do elenco principal da série Space Force como Angela Ali, mesmo ano em que começou a interpretar a personagem alferes Beckett Mariner na série de animação Star Trek: Lower Decks.